# Alphonse Laverrière

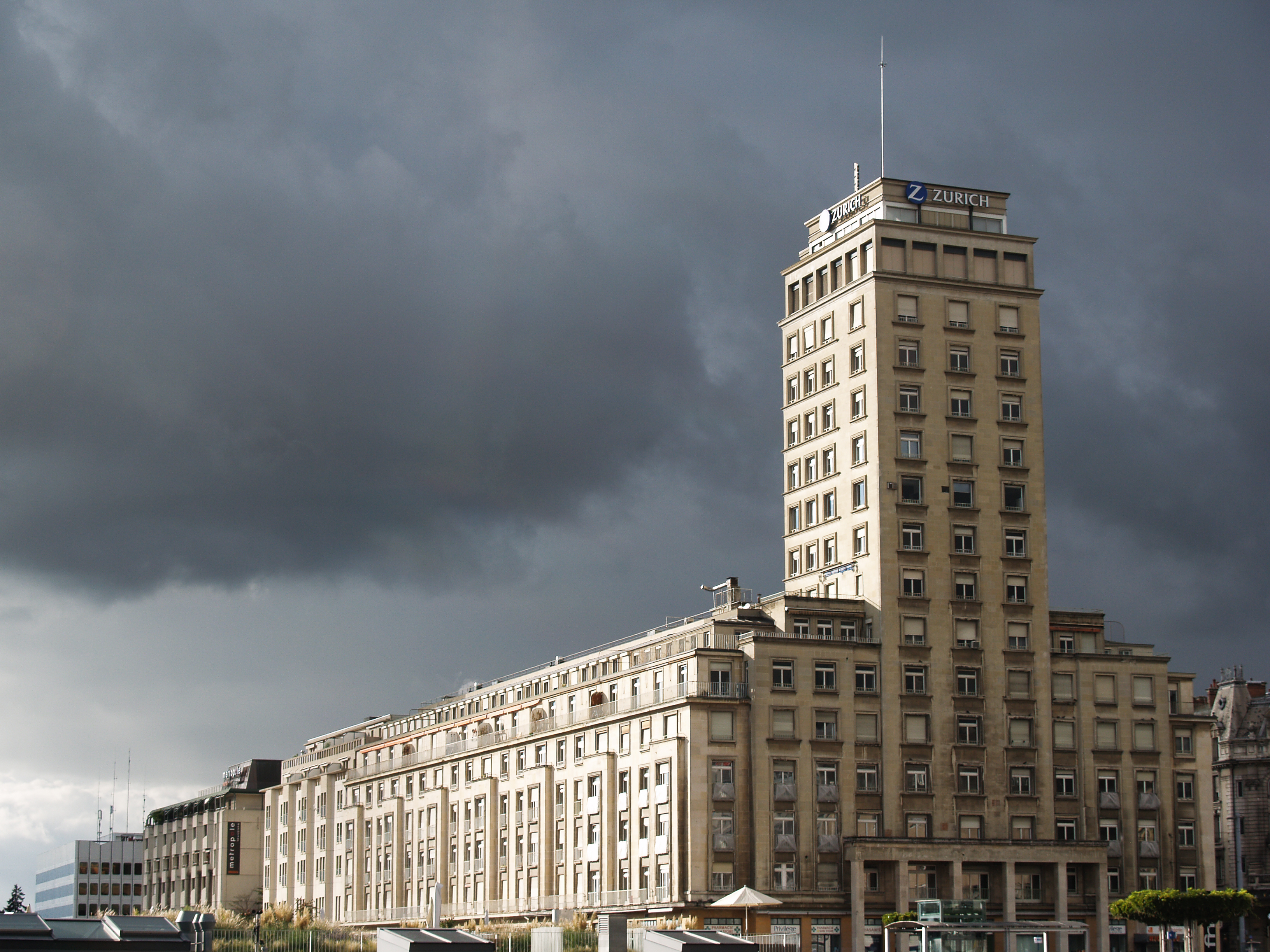
Immeuble Cité Bel-Air Métropole, Lausanne, 1929–32.

Alphonse Laverrière (* 16. Mai 1872 in Carouge; † 11. März 1954 in Lausanne, heimatberechtigt in Carouge) war ein französisch-schweizerischer Architekt und Professor an der ETH Zürich.

## Leben
Alphonse Laverrière, dessen Familie aus Savoyen stammte – er erwarb erst 1911 das Schweizer Bürgerrecht – studierte 1887 bis 1890 Kunst an der École des Beaux-Arts in Genf und ab dem Jahr 1892 an der École des Beaux-Arts in Paris. Nachdem er sich lange dem Studium der Aquarellmalerei gewidmet hatte, studierte er später auch Architektur. 1901 wurde er bei Jean-Louis Pascal diplomiert. Danach war er als Architekt in Lausanne tätig und arbeitete von 1902 bis ins Jahr 1915 mit Eugène Monod (1871–1929) zusammen.
Zunächst baute das Büro vor allem Villen, die Aquarellzeichnungen vermochte Laverrière in verschiedenen Architekturzeitschriften zu publizieren. Das Büro gewann diverse Wettbewerbe, so die 1905 fertiggestellte Chauderon-Brücke (Ingenieure: Valliere und Simon) und ab 1908 den Bahnhof Lausanne sowie ab 1909 das Reformationsdenkmal Genf (beide zusammen mit Taillens und Dubois). Zusammen mit Monod entwarf er das am 4. Mai 1908 eingeweihte Denkmal für Jean-Gabriel Eynard.
Dazu kamen verschiedene Büro-, Geschäfts- und Wohnhäuser um die Place St. François, dem sich damals entwickelnden Stadtzentrum. Dabei legte Laverrière Wert auf die enge Zusammenarbeit mit Statikern, Künstlern und Handwerkern, ähnlich wie Henry van de Velde und Joseph Maria Olbrich, die laut Tobler Laverrière beeinflussten. 1908 heiratete er Adèle Jeannette Lithauer, eine 1882 in Pietermaritzburg in Südafrika geborene US-amerikanische Staatsbürgerin.

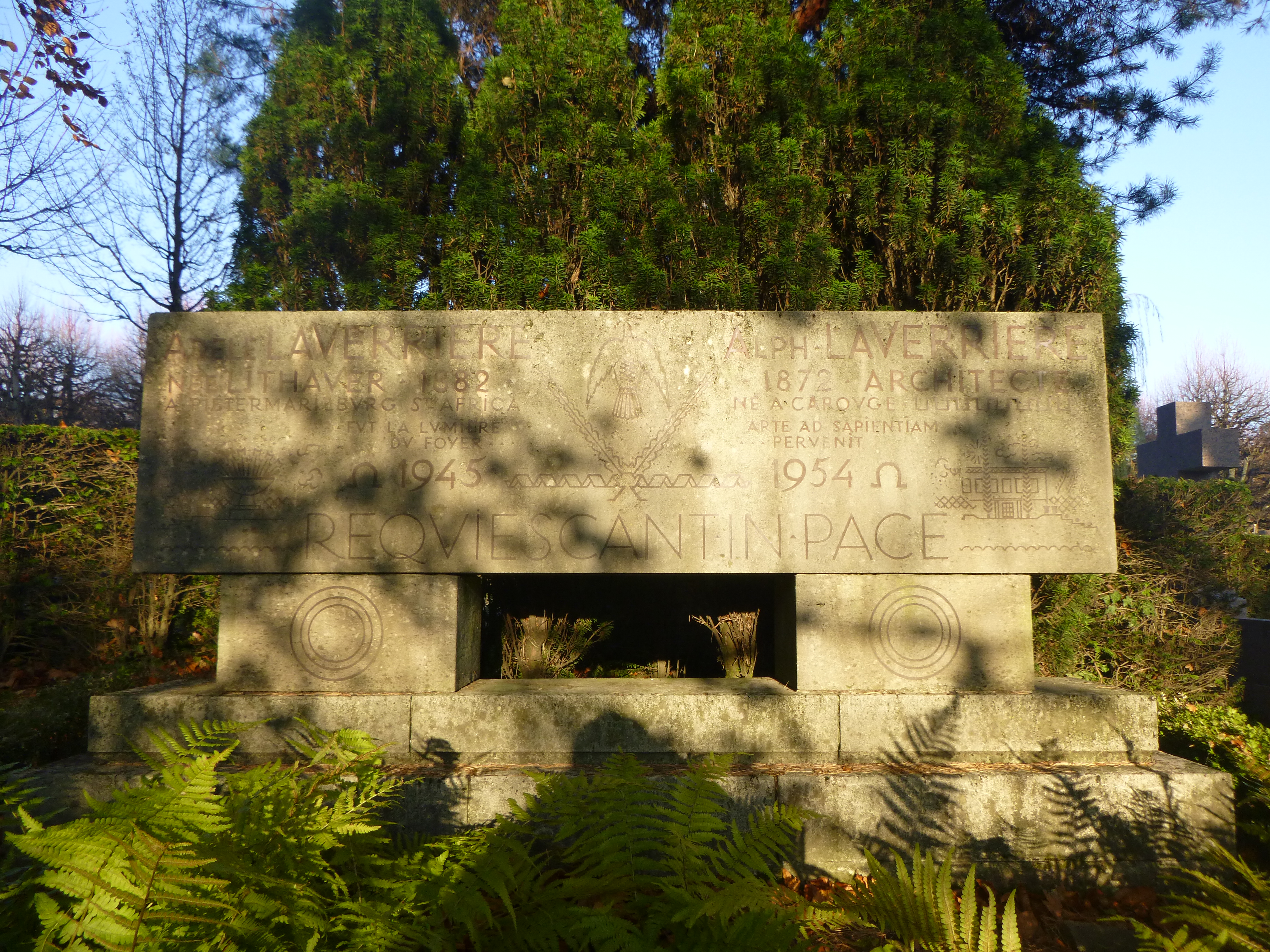
Grab Laverrières auf dem Cimetière du Bois-de-Vaux in Lausanne

1913 war er Gründungsmitglied der Vereinigung L’Œuvre, einer Vereinigung mit Nähe zum Werkbund, die eine gleichnamige Zeitung herausgab. Laverrière befasste sich mit Innenausstattung und Möbelentwürfen. In den Jahren 1917 bis 1926 baute er für die Uhrenfabrik Zenith in Le Locle und war von 1918 bis 1926 der künstlerische Leiter der Firma. Zu seinen Werken nach dem Ersten Weltkrieg – und nach der Beendigung der Zusammenarbeit mit Monod – gehören ab 1919 der Friedhof Bois-de-Vaux im Stadtteil Montoie/Bourdonnette, dessen Fertigstellung sich über dreissig Jahre, bis 1951 hinzog, das Bundesgerichtsgebäude (zusammen mit Prince und Béguin, die den Wettbewerb gewonnen hatten, 1922–27) sowie der Bel-Air-Turm (1929–32), ein Objekt heftiger zeitgenössischer Polemik und gleichzeitig hoch anerkannt, wie die Chauderon-Brücke und der Bahnhof mittlerweile Kulturgut von nationaler Bedeutung, in Nyon der Gemeindesaal (1929–32) und Mitte der 1940er-Jahre der Botanische Garten in Lausanne.
Laverrière erhielt die Olympiamedaille in Gold an den Kunstwettbewerben der Olympischen Sommerspiele 1912. Er war Mitglied des Schweizer Ingenieur- und Architektenvereins sowie des Bundes Schweizer Architekten. Von 1929 bis 1942 lehrte er als Professor für Architekturtheorie an der ETH Zürich. Zudem war er massgeblich an der Gründung der Architekturschule an der ETH Lausanne beteiligt. 1953 erhielt er ein Ehrendoktorat der Universität Lausanne.